# Elda Dessel
Elda Dessel (Buenos Aires, 1925-Buenos Aires, 17 de septiembre de 2010) fue una actriz argentina.

## Biografía
Inició su carrera artística en los principios de la década de 1940, tras ser elegida por el director Luis Bayón Herrera para incorporarse al sello EFA. Comenzó realizando labores breves en cine, mientras adquiría popularidad con el ascenso de su carrera teatral con las compañías de Josefina Díaz-Manuel Collado, Pablo Palitos, Raúl Rossi, Elena Lucena, Pepita Martín - Manuel De Sabattini. Llegó a ser la primera actriz de la compañía de Francisco Petrone (El error de estar vivo, de Aldo de Benedetti, 1961), fue parte del elenco de Mame y Juanita, la popular, y actuó en el Teatro Municipal General San Martín (El enfermo imaginario, de Molière, 1973-1974). En el teatro, cine y televisión, a su vez, acompañó a actores como Luis Sandrini y Malvina Pastorino.  
Sus trabajos más relevantes en la cinematografía argentina según la crítica argentina fueron dos películas realizadas con Sandrini, La casa grande (1953), de Leo Fleider, y Cuando los duendes casan perdices (1955).
La última película que rodó fue Encuentros muy cercanos con señoras de cualquier tipo (1978) cuando contaba ya con 15 producciones. 
Se retiró en 1987 tras incursionar en el ciclo televisivo Clave de sol, con Cecilia Dopazo. 
Falleció el 17 de septiembre de 2010. Sus restos fueron inhumados en el Panteón de la Asociación Argentina de Actores del cementerio de la Chacarita.

## Vida personal
Estuvo casada en con los actores José Castro Volpe y  Miguel Ligero.

## Filmografía
- Encuentros muy cercanos con señoras de cualquier tipo (1978)
- La buena vida (1966)
- Mate Cosido (1962)
- Cuando los duendes cazan perdices (1955)
- Vida nocturna (1955)
- La casa grande (1953)
- El honorable inquilino (1951) .... Rosalía
- Los árboles mueren de pie (1951)
- Sombras en la frontera (1951)...Refugiada
- Captura recomendada (1950)
- Todo un héroe (1949)
- Así te quiero (1942)
- Peluquería de señoras (1941)
- Joven, viuda y estanciera (1941) .... Invitada 2
- La novela de un joven pobre (1942)

## Televisión
- Dos Cuenteros (1993).
- Clave de Sol (1987) Serie.... Ana
- Chau, amor mío (1979) Serie.... Lelia
- Una promesa para todos (1978) Serie .... Eloísa
- Aventura '77 (1977) miniserie
- Mi querido Luis (1976).
- Nino (1971) Serie.... Aurora
- Candilejas (1965) Serie
- El flequillo de Balá (colaboración) (1965).
- Un Osvaldo al más allá (colaboración) (1962).

## Teatro
- La Moreira (1962), con la Compañía de Comedia de Tita Merello, con Sergio Renán, Eduardo Cuitiño, Margarita Corona, Jorge de la Riestra, Sergio Malbrán y Adolfo García Grau.
- El Cabo Scimione, comedia presentada por la Compañía de José Marrone y Juanita Martínez en el Teatro Astral.[5]